# アヤメ属
アヤメ属（綾目、文目、菖蒲、鳶尾 -属、アヤメぞく、Iris）はアヤメ科の属の一つ。ラテン語表記の Iris（英:アイリス，仏:イリス）はギリシャ神話の虹の女神イーリスに由来する。虹は、女神イーリスが天と地を往復するための架け橋。「アイリスの葉は剣、ユリは騎士の花」といわれるように、そのきりりとした容姿から、「騎士の花」とも呼ばれている。「アヤメ」は漢字で『菖蒲』とも表記され、これは「ショウブ」とも読めるが、アヤメ属はキジカクシ目に分類されるのに対し、ショウブ属はショウブ目に分類される全く別の種類の植物である。

## 特徴
多年草で地下に球茎または根茎がある。葉は剣形でふつう根生し、茎に跨状に互生する。花は両性で、1個または多数の花を総状につける。花被片は6個で、3個の外花被片と3個の内花被片の形が異なる。外花被片は大型で先が広がり下に垂れ、種によっては外花被片の中央部にとさか状の突起があり、内花被片は小型で直立する。花柱は上部が3分枝し、花柱分枝は花弁状になる。雄蕊は3個で外花被片に対生し、花柱分枝の下につく。
世界の温帯に約100種類以上、日本では帰化種も含め10種ほどが自生している。

## 日本の花菖蒲
「菖蒲狩り」は梅雨の風流の一つ。日本では、500年以上も前から、菖蒲を栽培していた。「江戸菖蒲」「肥後菖蒲」「伊勢菖蒲」の種類がある。
江戸時代、旗本の松平左金吾定朝が生涯をかけて花菖蒲の改良に取り組み、日本の花菖蒲の礎を築いた。松平左金吾定朝は、松平定信の遠縁にあたり、晩年、自ら「菖翁」と号した。花菖蒲の栽培法を著した園芸書も残しており、初め『華鏡』として出版された本は、その後『花菖培養録』と改題、何度も改訂版が出版された。現在でも原本や写本が何冊か残っており、花菖蒲愛好家のバイブルとして知られている。

### 品種
- シャガ Iris japonica Thunb.
- ヒメシャガ I. gracilipes A.Gray
- ヒオウギ I. domestica
- イチハツ（帰化、栽培） I. tectorum Maxim.
- エヒメアヤメ I. rossii Baker
- ノハナショウブ I. ensata Thunb. var. spontanea (Makino) Nakai ex Makino et Nemoto
  - ハナショウブ（栽培） I. ensata Thunb. var. ensata
- カキツバタ I. laevigata Fisch.
- アヤメ I. sanguinea Hornem.
  - シロアヤメ I. sanguinea Hornem. f. albiflora Makino
  - カマヤマショウブ I. sanguinea Hornem. var. violacea Makino
- ヒオウギアヤメ I. setosa Pall. ex Link
  - ナスノヒオウギアヤメ I. setosa Pall. ex Link var. nasuensis H.Hara
  - キリガミネヒオウギアヤメ I. setosa Pall. ex Link var. hondoensis Honda
- キショウブ（帰化）I. pseudacorus L.

## 園芸種
- ダッチアイリス I. × hollandica Hort. ex Todd.
- ドイツアヤメ I. germanica L.

## 薬草
- ブルーフラッグ（学名: Iris versicolor, 英: Blue flag）

## ギャラリー

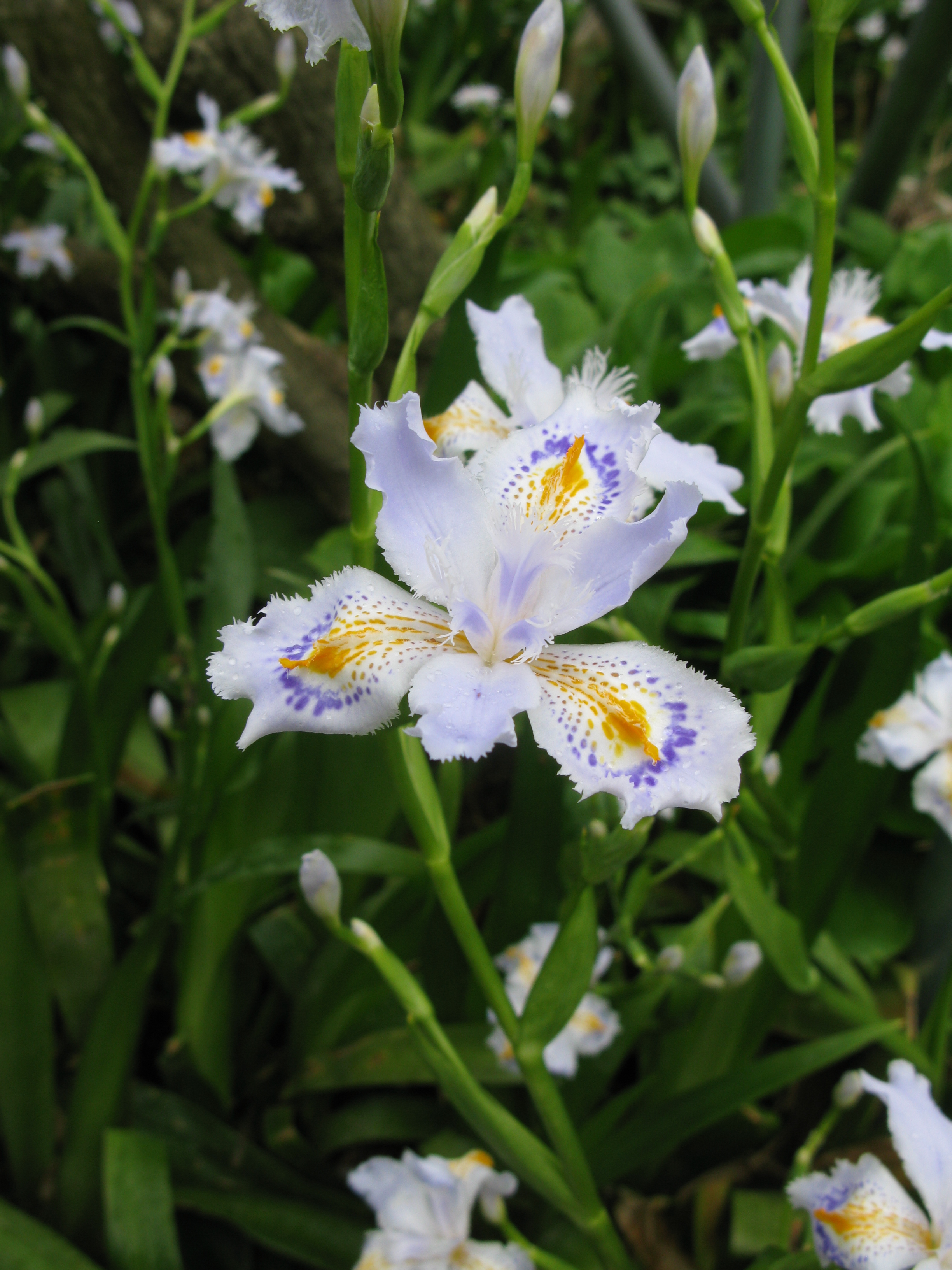
シャガ
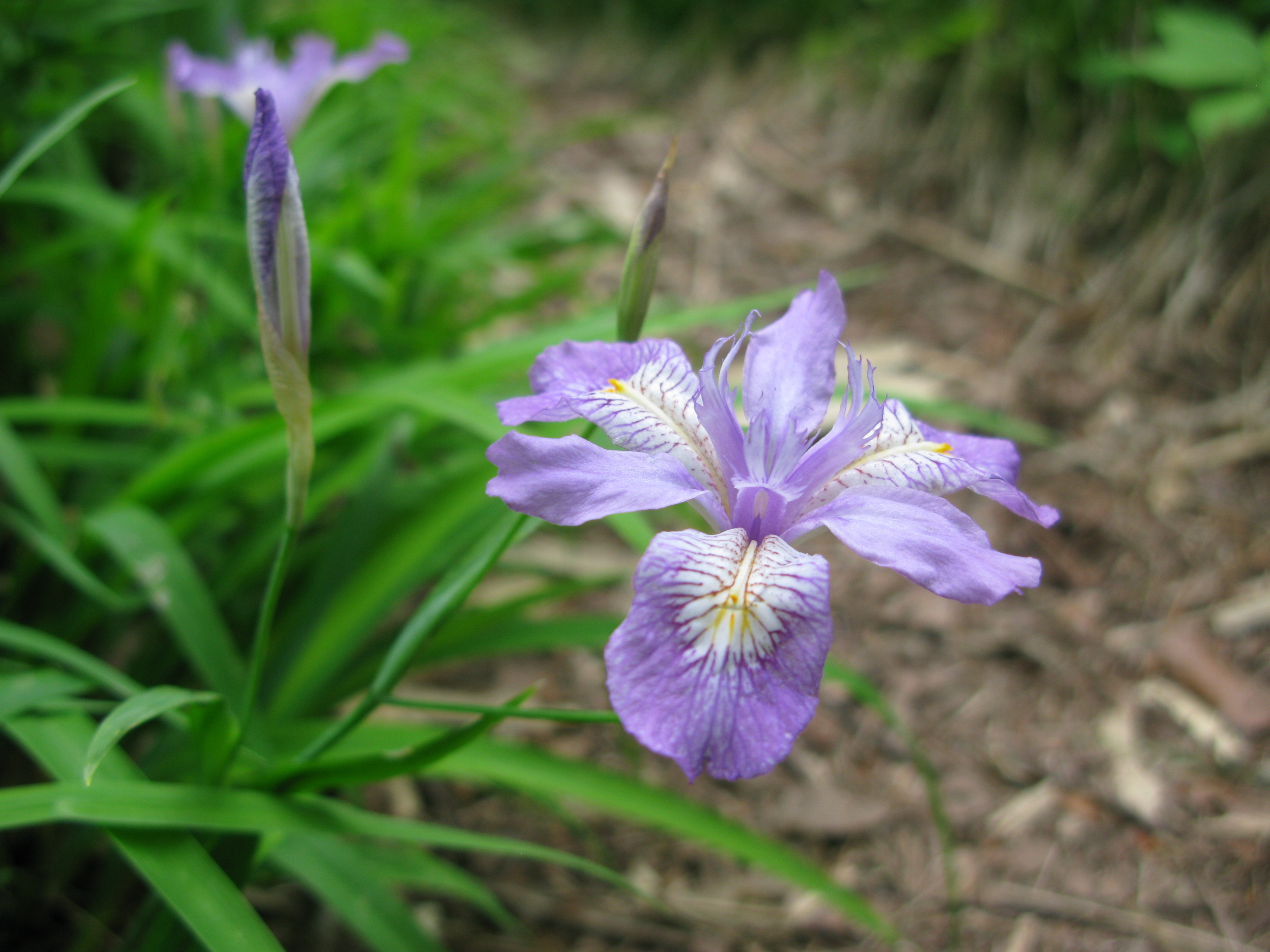
ヒメシャガ
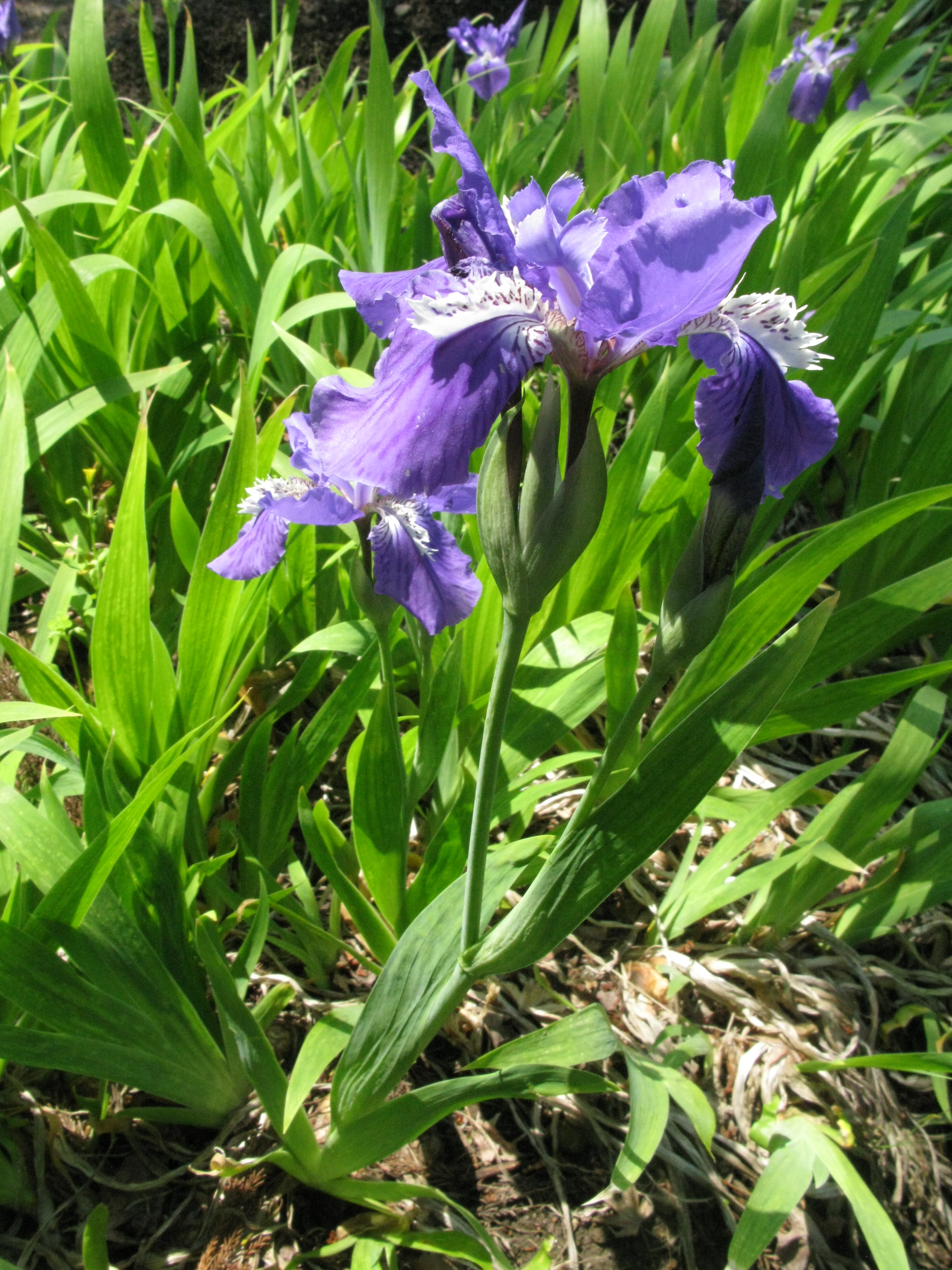
イチハツ
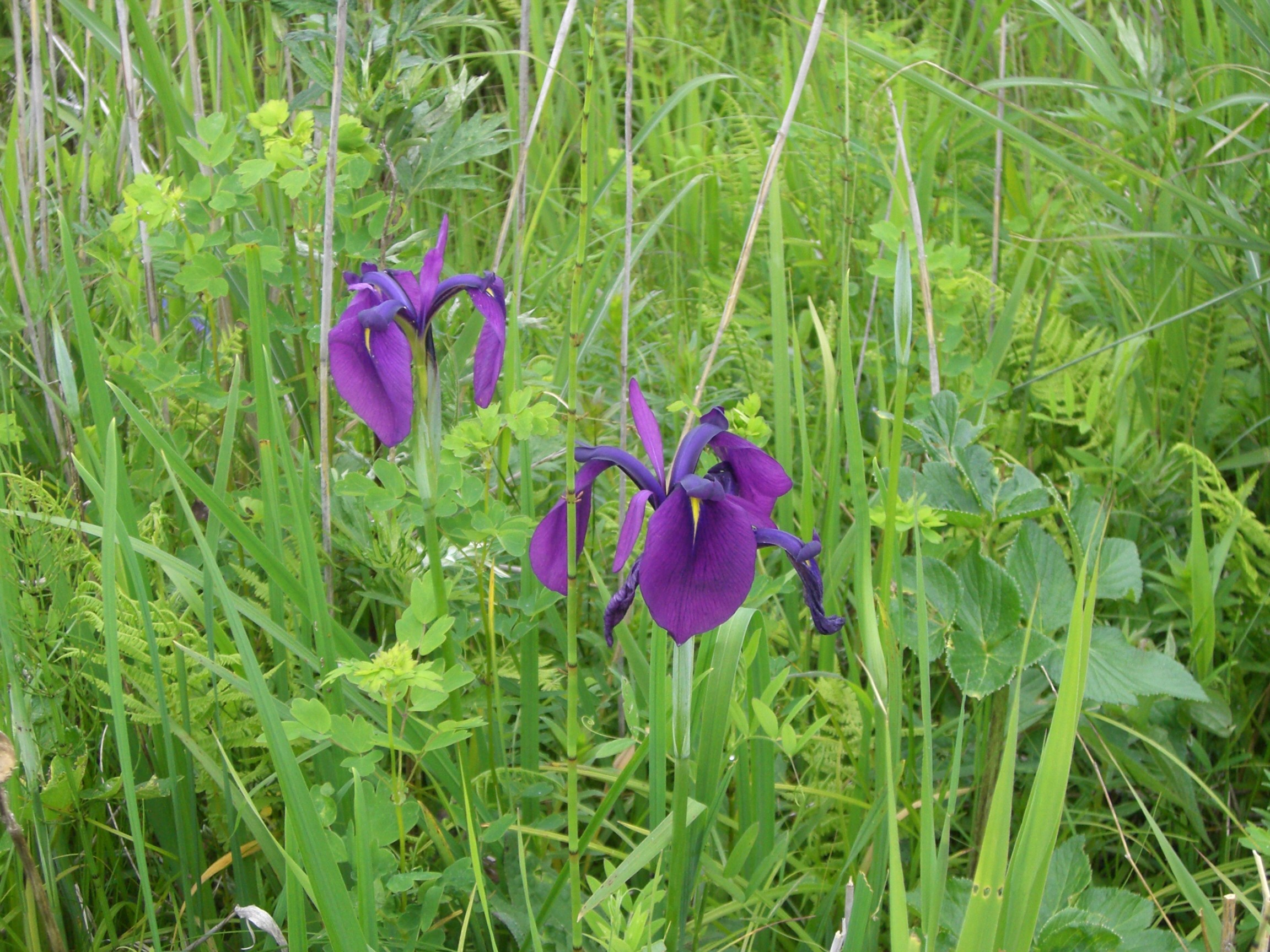
ノハナショウブ
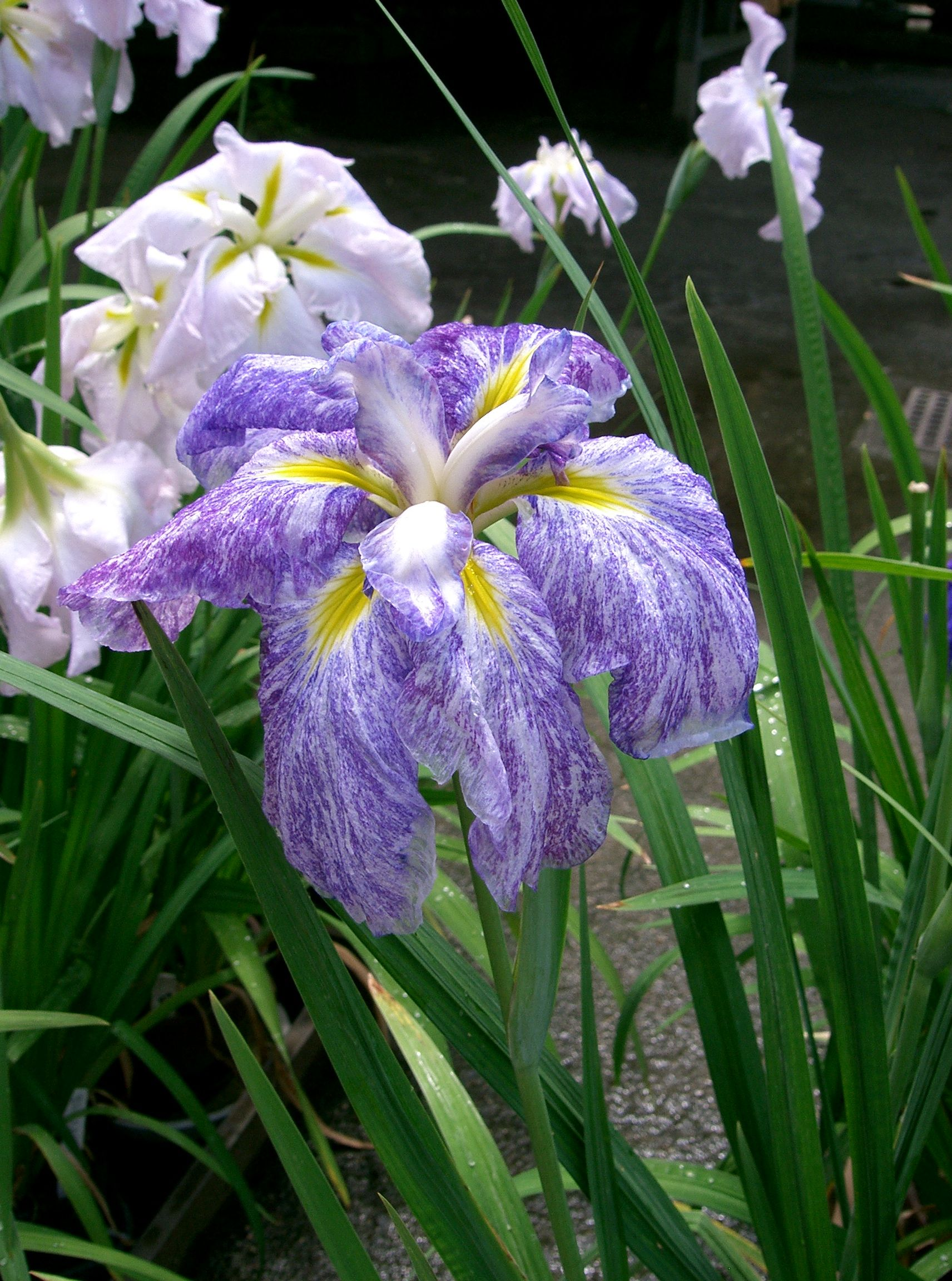
ハナショウブ
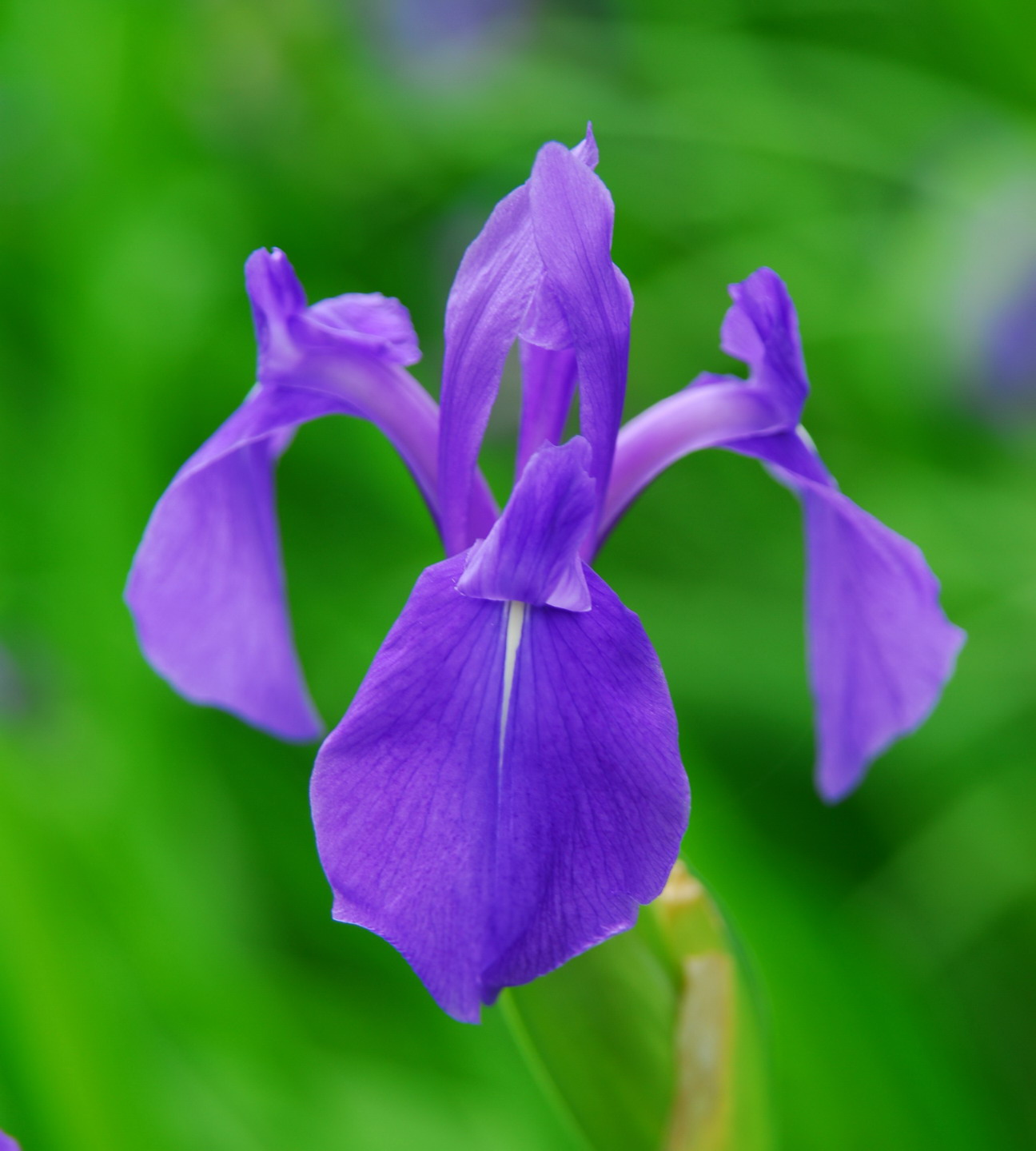
カキツバタ
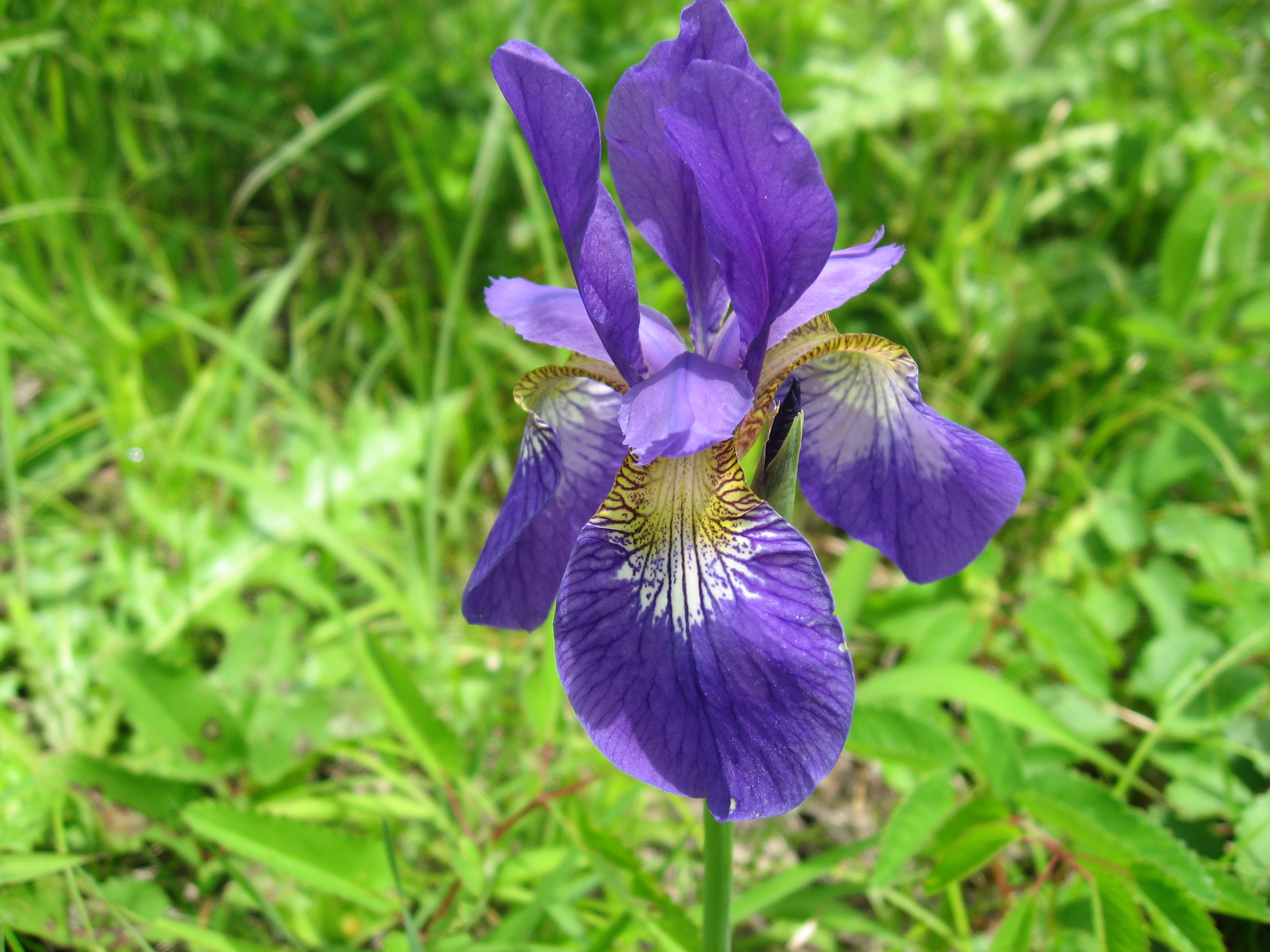
アヤメ
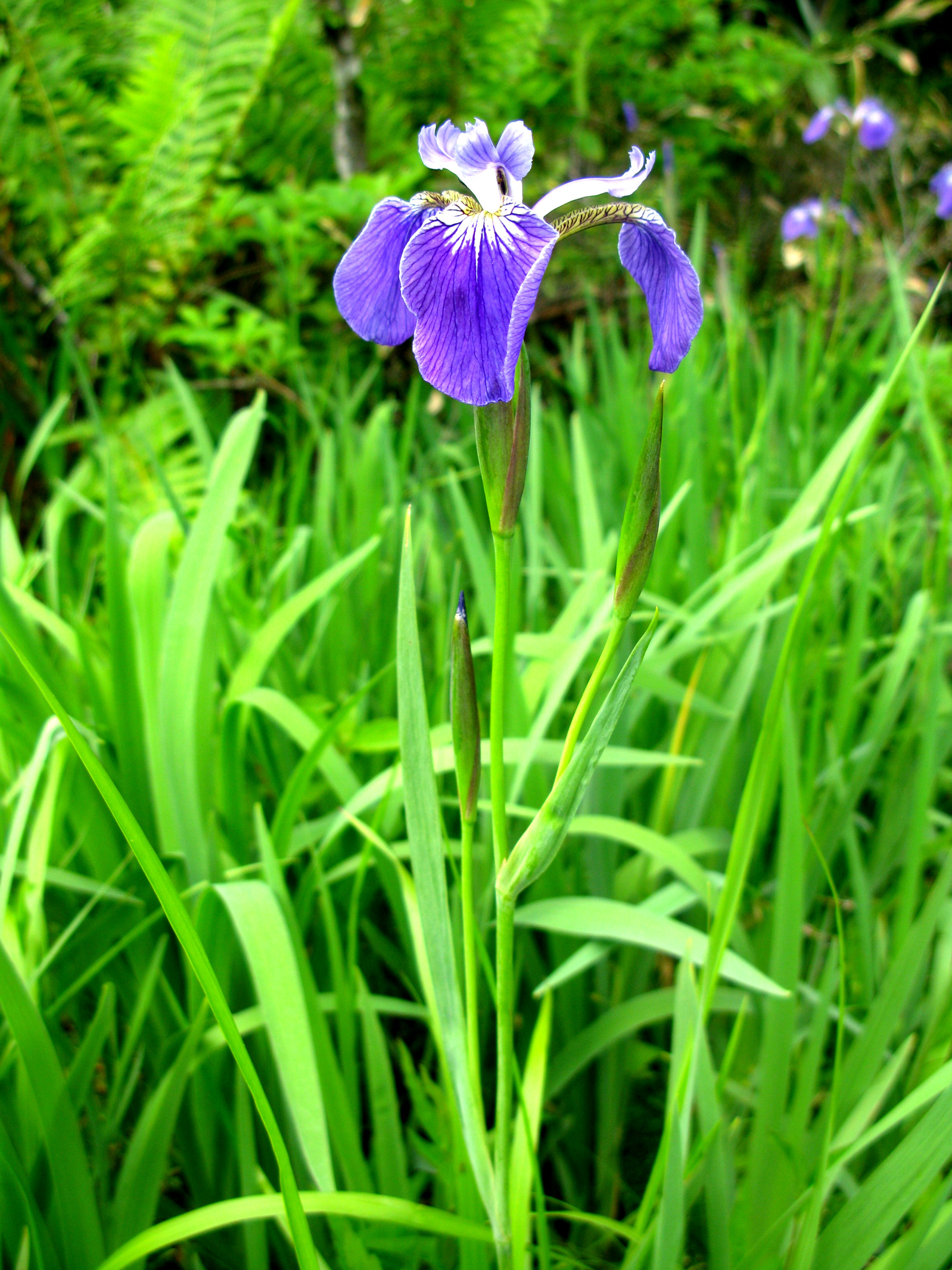
ヒオウギアヤメ
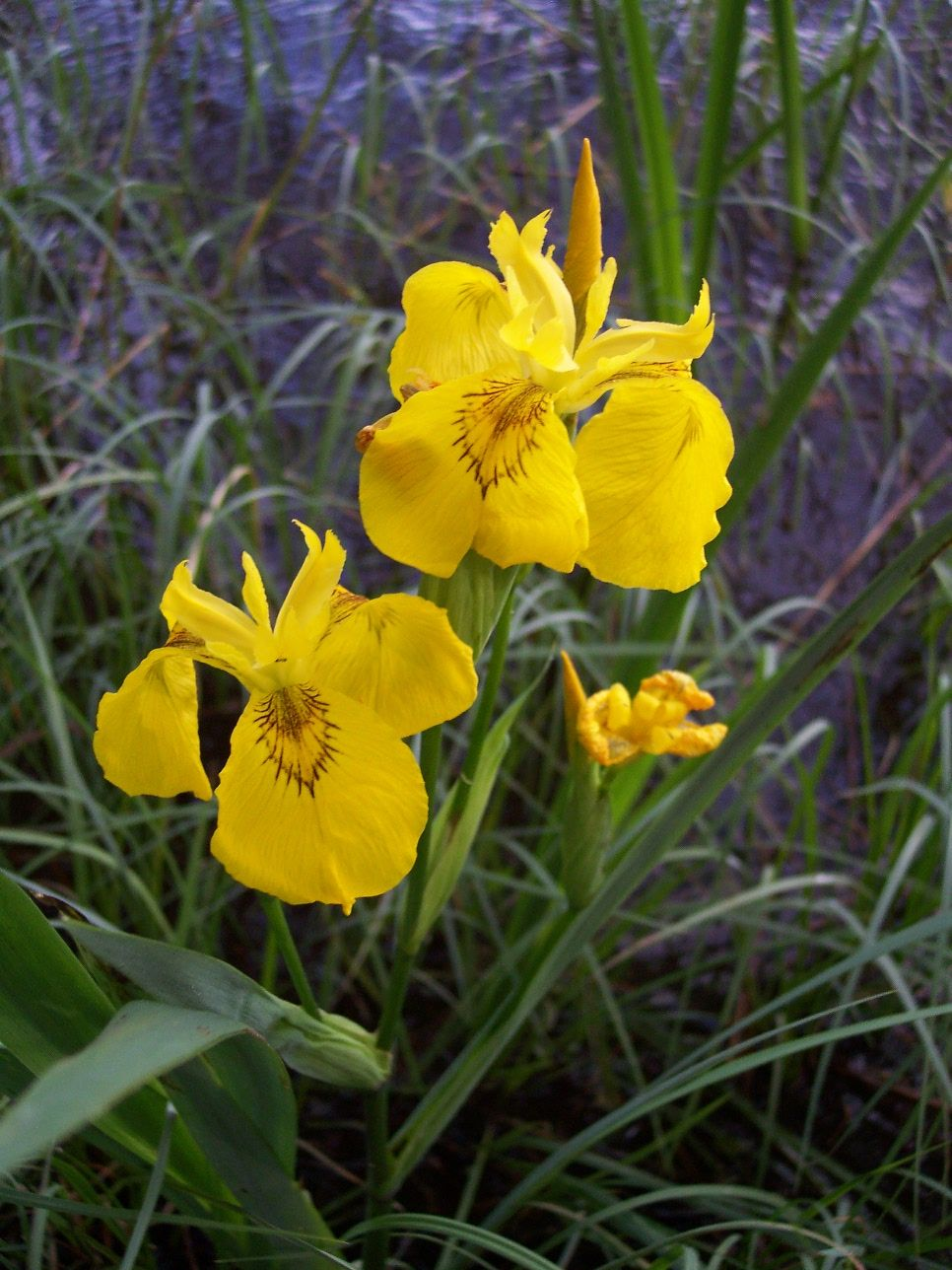
キショウブ
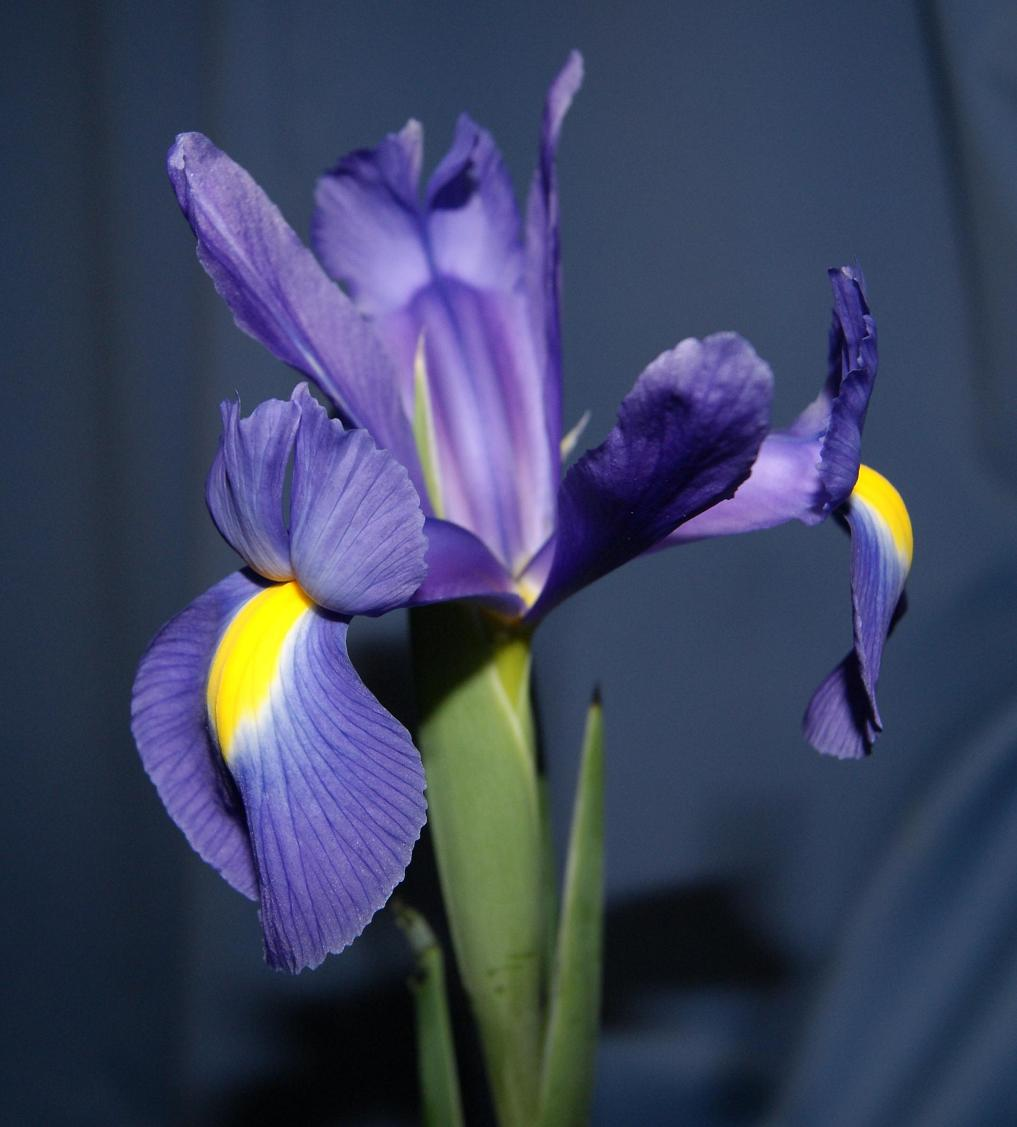
ダッチアイリス
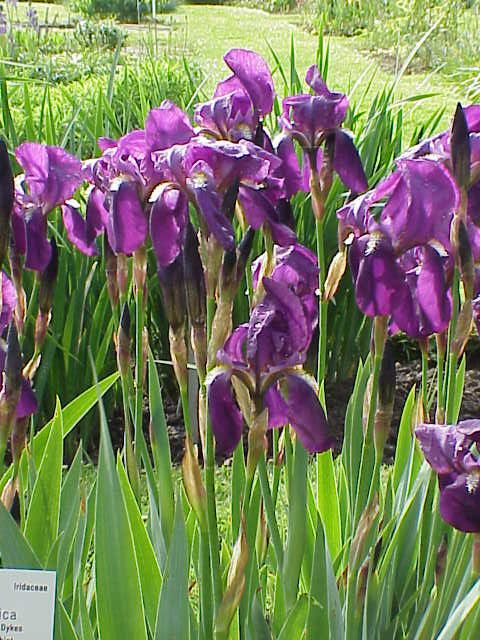
ドイツアヤメ